# Queen Rocks
Queen Rocks is een verzamelalbum van de Engelse rockband Queen uit 1997.
Het album is een verzameling van Queens stevigere rocknummers, waarvan een aantal in een nieuw jasje gestoken is. Er staat één nieuw nummer, No-One But You (Only The Good Die Young), op het album. Dit is een rustige ballad en een eerbetoon aan de overleden leadzanger Freddie Mercury en aan Prinses Diana. Het is de laatste studio opname waarop Brian May, Roger Taylor en John Deacon samenwerken.
Het album heeft met opzet niet een Greatest Hits titel meegekregen, wat de andere Queen-verzamelaars wel hebben. Dit omdat de aandacht op dit verzamelalbum niet uitgegaan is naar nummers die commercieel succes gehaald hebben, maar op stevigere nummers. Nummers als "Sheer Heart Attack" en "Stone Cold Crazy" waren bijvoorbeeld nooit op single uitgebracht.
Het commerciële succes van dit verzamelalbum bleef ver achter bij die uit de "Greatest Hits"-serie. Enkel in het Verenigd Koninkrijk en Japan behaalde het album de top 10. Het album behaalde de platina-status in het VK en Oostenrijk, en behaalde goud in Duitsland, Japan, Australië, Denemarken, Frankrijk (2x) en Spanje.

## Tracklist
1. "We Will Rock You"
2. "Tie Your Mother Down" (singleversie)
3. "I Want It All" ('hybrid' album/singleversie)
4. "Seven Seas of Rhye"
5. "I Can't Live With You" ("1997 Rocks retake")
6. "Hammer to Fall" (albumversie)
7. "Stone Cold Crazy"
8. "Now I'm Here"
9. "Fat Bottomed Girls" (albumversie)
10. "Keep Yourself Alive"
11. "Tear It Up"
12. "One Vision" (albumversie)
13. "Sheer Heart Attack"
14. "I'm in Love with My Car" (filmversie)
15. "Put Out the Fire"
16. "Headlong"
17. "It's Late"
18. "No-One But You (Only The Good Die Young)"